# Georg Söring
Georg Söring (* 27. Februar 1970 in Hamburg) ist ein deutscher Filmeditor. Er lebt in München.
Seine Ausbildung zum Editor absolvierte Georg Söring nach verschiedenen Praktika zwischen 1993 und 1996 beim NDR. Von 1996 bis 2004 absolvierte er den Regie-Studiengang "Kino- und Fernsehfilm – Abt. III" an der Hochschule für Fernsehen und Film München. Seit 2005 arbeitet er als freier Editor hauptsächlich im Spielfilm-Bereich.

## Filmografie

### Kino- und Fernsehfilme
- 2006: Meine verrückte türkische Hochzeit (Regie: Stefan Holtz)
- 2008: Räuber Kneißl (Regie: Marcus H. Rosenmüller)
- 2009: Die Perlmutterfarbe (Regie: Marcus H. Rosenmüller)
- 2009: Totentanz (Regie: Corbinian Lippl)
- 2009: Dornröschen (Regie: Oliver Dieckmann)
- 2011: Papa allein zu Haus (Regie: Vivian Naefe)
- 2011: Sommer in Orange (Regie: Marcus H. Rosenmüller)
- 2011: Sommer der Gaukler (Regie: Marcus H. Rosenmüller)
- 2012: Der Doc und die Hexe – Nebenwirkungen (Regie: Vivian Naefe)
- 2012: Der Doc und die Hexe – Katastrophenalarm (Regie: Vivian Naefe)
- 2012: Wer’s glaubt, wird selig (Regie: Marcus H. Rosenmüller)
- 2013: Spieltrieb (Regie: Gregor Schnitzler)
- 2014: Tatort: Türkischer Honig (Regie: Christine Hartmann)
- 2014: Keine Zeit für Träume (Regie: Christine Hartmann)
- 2014: Beste Chance (Regie: Marcus H. Rosenmüller)
- 2014: Doktorspiele (Regie: Marco Petry)
- 2015: Ich bin dann mal weg (Regie: Julia von Heinz)
- 2016: Radio Heimat (Regie: Matthias Kutschmann)
- 2017: Katharina Luther (Regie: Julia von Heinz)
- 2017: Kilimandscharo – Reise ins Leben (Regie: Gregor Schnitzler)
- 2018: Bella Germania (Regie: Gregor Schnitzler)
- 2019: Das Quartett: Der lange Schatten des Todes (Regie: Vivian Naefe)
- 2020: Und morgen die ganze Welt (Regie: Julia von Heinz)
- 2020: Das Quartett: Das Mörderhaus (Regie: Vivian Naefe)
- 2021: Beckenrand Sheriff (Regie: Marcus H. Rosenmüller)
- 2021: Eldorado KaDeWe – Jetzt ist unsere Zeit (Regie: Julia von Heinz)
- 2023: Neue Geschichten vom Pumuckl (Serie, Regie: Marcus H. Rosenmüller)
- 2025: Auf der Walz – Drei Jahre und ein Tag (Fernsehfilm)

## Auszeichnungen
- 2006: Deutscher Fernsehpreis in der Kategorie Bester Schnitt für den Film Meine verrückte türkische Hochzeit
- 2020: Biberacher Filmfestspiele – Sonderpreis „Adrian“ für den besten Schnitt für Und morgen die ganze Welt[1]